# Montchevrier
Montchevrier település Franciaországban, Indre megyében. Lakosainak száma 448 fő (2022. január 1.). Montchevrier Méasnes, Aigurande, La Buxerette, Cluis és Orsennes községekkel határos.

## Népesség
A település népességének változása:
| Lakosok száma | 987  | 760  | 631  | 519  | 471  | 459  | 451  | 446  | 446  | 448  |
|               | 1968 | 1982 | 1990 | 2006 | 2013 | 2015 | 2017 | 2019 | 2020 | 2022 |